# 戈利纳克
戈利纳克（法語：Golinhac）是法国阿韦龙省的一个市镇，属于罗德兹区（Rodez）特吕伊埃尔河畔昂特赖盖县（Entraygues-sur-Truyère）。该市镇2009年时的人口为336人。

## 人口
戈利纳克人口变化图示
| 数据来源：INSEE |